# 10. stoljeće pr. Kr.
◄ | 2. tisućljeće pr. Kr. | 1. tisućljeće pr. Kr. | 1. tisućljeće | ►
◄ | 12. stoljeće pr. Kr. | 11. stoljeće pr. Kr. | 10. stoljeće pr. Kr. |9. stoljeće pr. Kr. | 8. stoljeće pr. Kr. | ►
990-ih pr. Kr. | 980-ih pr. Kr. | 970-ih pr. Kr. | 960-ih pr. Kr. | 950-ih pr. Kr. | 940-ih pr. Kr. | 930-ih pr. Kr. | 920-ih pr. Kr. | 910-ih pr. Kr. | 900-ih pr. Kr.
10. stoljeće pr. Kr. je je razdoblje koje je trajalo od 1000. pr. Kr. do 901. pr. Kr..

## Glavni događaji i razvoji
oko 1000. pr. Kr. - početak željeznog doba u Grčkoj, Indiji...
- Gradi se Salomonov hram
- Menelik I. (prema predaji sin Salomonov i Kraljice od Sabe) osniva etiopsko kraljevstvo

## Osobe
- Šaul, kralj Izraelita
- David, kralj Izraelita (1006 pr. Kr. - 965 pr. Kr.)
- Salomon, kralj Izraelita (965 pr. Kr. – 925. pr. Kr.)
- Zaratustra, iranski prorok

## Vanjske poveznice
|  | Zajednički poslužitelj ima još gradiva o temi 10. stoljeće pr. Kr. |